# Saulius Cironka
Saulius Cironka (* 1964) ist ein litauischer Agrarpolitiker, Vizeminister der Landwirtschaft und ehemaliger Verbandsfunktionär.

## Leben
Nach dem Abitur absolvierte er 1994 das Diplomstudium der Mechanik an der Lietuvos žemės ūkio akademija, 2007 das Bachelorstudium  und 2009 das Masterstudium der Psychologie an der Vilniaus universitetas. 1996 bildete er sich weiter an der University of Pennsylvania, 2001 an der University of North Dakota in den USA.
Ab 1994 arbeitete er als Oberingenieur, ab 1996 als stellvertretender Direktor, von 1998 bis 2003 als Direktor, ab 2010 als Programmleiter und vom April 2010 bis 2014 als stellvertretender Direktor von Lietuvos žemės ūkio konsultavimo tarnyba in Akademija bei Kėdainiai. 2001 leitete er als Vorsitzender den Verband Lietuvos ūkininkų sąjunga (Bund der Bauern Litauens). Seit dem 20. August 2014 ist er stellvertretender Landwirtschaftsminister Litauens und damit Stellvertreter von Virginija Baltraitienė (* 1958) im Kabinett Butkevičius.
Er ist parteilos.